# Ismael Urzáiz
Ismael Urzáiz Aranda est un ancien footballeur espagnol né le 7 octobre 1971 à Tudela en Navarre.
L'attaquant a effectué la majeure partie de sa carrière dans le club basque de l'Athletic Bilbao. Il a disputé le Championnat d'Europe 2000 avec l'Équipe d'Espagne.

## Carrière

### En club
Ismael Urzáiz est formé au Real Madrid. En 1989, il fait ses débuts dans l'équipe réserve du club madrilène. Le jeune attaquant ne joue aucun match de championnat avec l'équipe première du Real, mais entre en jeu lors d'une rencontre de Coupe des clubs champions disputée en 1990-1991 face au club danois d'Odense. Il est envoyé en prêt à Albacete, club avec lequel il fait ses débuts dans le championnat d'Espagne en 1991. Urzáiz inscrit son premier but en Liga face au CD Logroñés. La saison suivante, il est prêté au Celta Vigo. Il effectue un bref passage au Rayo Vallecano en 1993, avant d'être transféré dans un club de 2e division, l'Unión Deportiva Salamanque,
En 1995-1996, Ismael Urzáiz inscrit 13 buts en 41 matches de Primera División avec l'Espanyol Barcelone, qui termine la saison à la 6e place du championnat. L'année suivante, l'attaquant est recruté par l'Athletic Bilbao. En 2004, il dispute son 350e match de championnat. Avec un total de 107 buts, il est alors le 2e buteur le plus prolifique de Liga parmi les joueurs encore en activité, derrière Raúl. En 1996-1997, le club basque termine le championnat à la 6e place et se qualifie pour la Coupe UEFA. Dauphin du FC Barcelone au terme de la saison 1997-1998, l'Athletic Bilbao dispute la Ligue des champions en 1998-1999. En l'espace de 11 saisons, Urzáiz dispute 367 matches de championnat et inscrit 115 buts pour Los leones. En 2007, l'attaquant choisit de rejoindre l'Ajax Amsterdam. Âgé de 35 ans, il signe un contrat d'un an avec le club néerlandais, où il terminera sa carrière à la fin de la saison 2007/2008.

### En équipe nationale
Ismael Urzáiz remporte le champion d'Europe des moins de 17 ans en 1988 avec l'équipe d'Espagne des moins de 17 ans. Il est appelé à 25 reprises en équipe d'Espagne entre 1996 et 2001. L'attaquant honore sa première sélection en octobre 1996, durant les éliminatoires de la Coupe du monde 1998. Il marque à 6 reprises lors des éliminatoires du Championnat d'Europe 2000. Remplaçant durant le tournoi, il entre en jeu face à la Yougoslavie et lors du quart de finale opposant l'Espagne à la France. Il compte également 7 sélections dans l'équipe du Pays basque entre 1997 et 2005.

## Palmarès
- avec l'équipe d'Espagne des moins de 17 ans :
  - champion d'Europe des moins de 17 ans en 1988.